# Двадцатое правительство Израиля
Двадцатое правительство Израиля (ивр. ממשלת ישראל העשרים‎) было сформировано Ицхаком Шамиром 10 октября 1983 года, после ухода в отставку премьер-министра Менахема Бегина 28 августа 1983.
Правительство было коалиционным, Шамир сохранил же партнеров по коалиции, что и в предыдущих правительствах — Ликуд, МАФДАЛ, Агудат Исраэль, Тами и Движение за обновление социального сионизма. Коалиция имела 62 из 120 мест в Кнессете. В правительство вошли те же министры, которые входили в предыдущее правительства, изменения в составе были незначительными: Шамир стал премьер-министром (ранее — министр иностранных дел), Песах Группер стал министром сельского хозяйства, Мордехай Ципори был освобождён от должности заместителя министра обороны, а Иегуда Бен-Меир стал заместителем министра иностранных дел.
Правительство находилось у власти до 19 сентября 1984, когда двадцать первое правительство было сформировано после выборов в Кнессет 1984.

## Состав правительства
| Должность                                            | Имя, фамилия                           | Партийная принадлежность                    |
| ---------------------------------------------------- | -------------------------------------- | ------------------------------------------- |
| Премьер-министр                                      | Ицхак Шамир                            | Ликуд                                       |
| Заместитель премьер-министра                         | Давид Леви                             | Ликуд                                       |
| Министр сельского хозяйства                          | Песах Группер                          | Ликуд                                       |
| Министр связи                                        | Мордехай Ципори                        | Ликуд                                       |
| Министр обороны                                      | Моше Аренс                             | Не был депутатом Кнессета1                  |
| Министр энергетики и инфраструктуры                  | Ицхак Модаи                            | Ликуд                                       |
| Министр финансов                                     | Йорам Аридор (до 15 октября 1983)      | Ликуд                                       |
| Министр финансов                                     | Игаль Коэн-Оргад (с 15 октября 1983)   | Ликуд                                       |
| Министр иностранных дел                              | Ицхак Шамир                            | Ликуд                                       |
| Министр здравоохранения                              | Элиэзер Шостак                         | Ликуд                                       |
| Министр строительства                                | Давид Леви                             | Ликуд                                       |
| Министр абсорбции                                    | Аарон Узан                             | Тами                                        |
| Министр торговли и промышленности                    | Гидеон Пат                             | Ликуд                                       |
| Министр внутренних дел                               | Йосеф Бург                             | МАФДАЛ                                      |
| Министр юстиции                                      | Моше Ниссим                            | Ликуд                                       |
| Министр труда и социального обеспечения              | Аарон Узан                             | Тами                                        |
| Министр по делам религий                             | Йосеф Бург                             | МАФДАЛ                                      |
| Министр науки и развития                             | Юваль Нееман                           | Техия                                       |
| Министр туризма                                      | Авраам Шрир                            | Ликуд                                       |
| Министр транспорта                                   | Хаим Корфу                             | Ликуд                                       |
| Министр без портфеля                                 | Мордехай Бен-Порат (до 31 января 1984) | Движение за обновление социального сионизма |
| Министр без портфеля                                 | Ариэль Шарон                           | Ликуд                                       |
| Министр без портфеля                                 | Сара Дорон                             | Ликуд                                       |
| Заместитель министра аппарата премьер-министра       | Дов Шилянский                          | Ликуд                                       |
| Заместитель министра сельского хозяйства             | Михаэль Декель                         | Ликуд                                       |
| Заместитель министра образования и культуры          | Мирьям Глезер-Тааса                    | Ликуд                                       |
| Заместитель министра финансов                        | Хаим Кауфман                           | Ликуд                                       |
| Заместитель министра строительства                   | Моше Кацав                             | Ликуд                                       |
| Заместитель министра иностранных дел                 | Иехуда Бен-Меир                        | МАФДАЛ                                      |
| Заместитель министра труда и социального обеспечения | Бен-Цион Рубин                         | Тами                                        |
| Заместитель министра строительства                   | Моше Кацав                             | МАФДАЛ                                      |

1 Хотя Аренс не был депутатом Кнессета в то время, впоследствии он был избран в Кнессет по списку Ликуд.